# Паиш, Сидониу
Сидо́ниу Бернарди́ну Кардо́зу да Си́лва Па́иш (порт. Sidónio Bernardino Cardoso da Silva Pais; 1 мая 1872, Каминья, — 14 декабря 1918, Лиссабон), более известный как Сидониу Паиш, военный и политический деятель Португалии, с 8 декабря 1917 года был фактически диктатором. Имел также прозвище «президент-король».
Работал в должностях министра финансов, посла Португалии в Берлине, а также был президентом Португальской Республики. Как президент Португальской Республики, имел диктаторские полномочия. Приостановил и изменил Конституцию Португалии в 1911 году. Был профессором в Коимбрском университете, где преподавал дифференциальную и интегральную математику.

## Биография
Сидониу Паиш родился в Каминье, в семье нотариуса Алберту Сидониу Паиша. С 1895 года жил в Амаранте с женой Марией душ Празереш Мартинш Бесса, с которой у него было пятеро детей.
Среднее образование получил в школе в городке Виана-ду-Каштелу, после чего отправился в Коимбру, где он изучал математику. В 1888 году поступил в военное училище, где обучался по специальности артиллерист. Будучи блестящим студентом, он завершил обучение с отличием, в 1892 году получил звание прапорщик, через 2 года в 1895 году он получил звание лейтенанта, а в 1906 году — капитана.
После окончания военного училища поступил в Коимбрский университет, который окончил в 1898 году. Там он стал приверженцем республиканских идеалов.
Будучи уважаемым математиком в Коимбрском университете, он был назначен профессором кафедры дифференциального и интегрального исчисления университета. Будучи профессором 23 октября 1910 года был назначен на должность вице-ректора. После провозглашения Португальской Республики в 1910 году начал вести активную политическую жизнь. Недолгое время был Председателем Совета Директоров Португальских железных дорог, был избран депутатом Национального учредительного собрания, участвовал в создании Конституции Португалии в 1911 году.
Будучи видным членом Парламента Португалии 24 августа 1911 года, был назначен министром развития в правительстве Жуана Шагаша. После падения этого кабинета он остался у власти и получил портфель министра финансов в правительстве Аугушту де Вашконселуш Коррея, к своим обязанностям он приступил 7 ноября этого года и занимал эту должность до 16 июня 1912 года.
В это время, когда обострение международных отношений, которое привело к первой мировой войне, уже всеми ощущалось, был назначен на пост полномочного посла в Берлине, куда прибыл 17 августа 1912 года. Он оставался на этой важной дипломатической должности в течение всего критического периода до начала войны и в её ходе вплоть до 9 марта 1916 года, когда Германия объявила войну Португалии после захвата её судов в португальских портах.
Вернувшись в Португалию, пополнил ряды тех, кто выступал против участия Португалии в Первой мировой войне. Как лидер оппозиции правительству демократов в декабре 1917 года возглавил успешный государственный переворот, приведший к власти военную хунту.

## У власти
На рассвете 8 декабря был освобождён с занимаемой должности президент Португалии Бернардину Машаду, и власть была передана Революционной хунте, возглавляемой Сидониу Паишем. На заседании, состоявшемся 11 декабря 1917 года, Сидониу Паиш вступил в должность президента Португалии, а также совместил эту должность с должностями министра обороны и министром иностранных дел, грубо поправ Конституцию 1911 г., которую сам же и помогал писать. Во время переворота и в самом его начале правительство Сидониу Паиша было поддержано несколькими группами трудящихся в обмен на освобождение из тюрьмы их товарищей и в надежде на участие в управлении Национального союза рабочих.
Но затем он начал выпускать указы, закрепляющие диктаторские полномочия без консультаций с Конгрессом Республики. Приостановил действия важных статей Конституции, узаконил норму, по которой президент стал как главой государства, так и главой правительства, добившись таким образом власти, которой не имели монархи эпохи абсолютизма. Новая архитектура политической системы получила название «Новая Республика» или «сидонизм» . Паиш получил прозвище «президент-король». Во многих своих формах Новая Республика была предвестником последующего диктатора Антониу де Оливейра Салазара.
В попытках поправить отношения с Римско-католической церковью 23 февраля 1918 Сидониу Паиш подписал поправки в закон об разъединении церкви и государства; этим он вызвал бурную отрицательную реакцию со стороны республиканцев, но был широко поддержан католиками и сельским населением.
11 марта 1918 года в обход Конституции своим указом провозгласил всеобщие прямые президентские выборы и, используя свою популярность среди католиков, 28 апреля 1918 был избран президентом. На выборах он получил 470 831 голосов, что является беспрецедентным результатом. Президентом республики был провозглашён 9 мая того же года. Эту победу он использовал, чтобы подавить любые проявления оппозиции.
Указы в феврале и марте 1918 года, которые шли в противоречии с действующей конституцией, называли Конституцией 1918 года. После этого установился чёткий режим президентской республики.
В апреле 1918 года силы португальского экспедиционного корпуса понесли большие потери в битве на Лисе, а португальское правительство не смогло выделить необходимые подкрепления для поддержания боеспособности войск. Ситуация стала настолько критической, что после перемирия, ознаменовавшего окончание войны, португальское государство оказалось неспособным немедленно вернуть свои силы в страну. Социальные проблемы в стране выросли до точки кипения, и в стране всё явственней ожидались социальные потрясения.
Это был конец состояния благодушия. С лета 1918 года в стране начались волнения, что заставило президента 13 октября этого года объявить чрезвычайное положение. На некоторое время это дало возможность восстановить контроль над положением, но режим был явно смертельно ранен.

## Убийство
К концу года политическая ситуация не улучшилась, несмотря на подписание Соглашения о перемирии в Великой войне. 11 ноября в послании короля Великобритании Георга V Сидониу Паиш был обвинён в германофильских взглядах, что явно не способствовало устойчивости режима. После этого происходит эскалация насилия, которую не смог пережить и президент. 5 декабря 1918 года в ходе церемонии поминовения погибших при потоплении корабля Augusto de Castilho состоялось первое нападение, после которого ему удалось остаться невредимым. Следующее и удачное нападение произошло через несколько дней, на вокзале Росиу. 14 декабря 1918 года Сидониу Паиш был застрелен республиканским активистом Жулиу Жозе да Коштой.
После убийства Сидониу Паиша Португалия погрузилась в состояние постоянного кризиса, который завершился только через 8 лет после революции 28 мая 1926 года. На похоронах Сидониу Паиша присутствовали десятки тысяч людей. Сидониу Паиш имел поддержку наиболее отсталых и бедных слоёв общества.
Образ мученика привёл к появлению культа, аналогичного тому, который был создан вокруг фигуры Соузы Мартинша.

## Награды
Награды Португалии
| Страна     | Дата                              | Награда                                                                | Награда                                                                | Литеры |
| ---------- | --------------------------------- | ---------------------------------------------------------------------- | ---------------------------------------------------------------------- | ------ |
| Португалия | 1 декабря — 14 декабря 1918       | Кавалер Тройного ордена как Президент Португалии                       | Кавалер Тройного ордена как Президент Португалии                       |        |
| Португалия | 27 декабря 1917 — 14 декабря 1918 | Гроссмейстер Военного Ордена Башни и Меча, Доблести, Верности и Заслуг | Гроссмейстер Военного Ордена Башни и Меча, Доблести, Верности и Заслуг |        |
| Португалия | 1917 — 14 декабря 1918            | Гроссмейстер ордена Христа                                             | Гроссмейстер ордена Христа                                             |        |
| Португалия | 1917 — 14 декабря 1918            | Гроссмейстер ордена Святого Беннета Ависского                          | Гроссмейстер ордена Святого Беннета Ависского                          |        |
| Португалия | 1917 — 14 декабря 1918            | Гроссмейстер Военного ордена Святого Якова и Меча                      | Гроссмейстер Военного ордена Святого Якова и Меча                      |        |